# Karel Inzaghi
Karel Boromejský Rudolf hrabě Inzaghi (5. prosince 1777 Idrija, Slovinsko – 17. května 1856 Štýrský Hradec, Rakousko) byl rakouský úředník, v letech 1827 až 1834 moravskoslezský gubernátor. V letech 1842 až 1848 působil jako nejvyšší český a první rakouský kancléř.

## Rodina
Pocházel z původně italského rodu Inzaghi, usazeného od 17. století ve Štýrsku. Narodil se jako syn vnitrorakouského guberniálního rady a idrijského vrchního horního komisaře hraběte Jana Nepomuka Inzaghiho a jeho manželky hraběnky Marie Walpurgy z Dietrichsteinu-Weichselstädtu. Jeho strýcem byl olomoucký kanovník, mikulovský probošt a pozdější biskup v Gorici František Filip Inzaghi.
Jeho manželkou se stala hraběnka Alžběta von Attems, manželství však zůstalo bezdětné. Protože ani jeho bratr Filip nezanechal potomky, stal se jeho univerzálním dědicem synovec Friedrich von Attems. Další bezdětný bratr Antonín (zemřel v Kroměříži) byl kanovníkem v olomoucké kapitule a v letech 1812–1813 působil jako probošt kapituly kroměřížské.

## Kariéra
Do státních služeb vstoupil v roce 1798 ve Štýrském Hradci vstoupil, odtud přešel roku 1801 jako koncipista do Haliče. Při přesunech vojsk v této oblasti byl pravděpodobně podřízen arcivévodovi Karlovi. Poté se nastoupil jako úředník při státním a konferenčním oddělení, roku 1804 se stal skutečným komořím. Následně se stal komorníkem lombardsko-benátského místokrále arcivévody Rainiera a zároveň sekretářem jeho kabinetu a nejvyšším hofmistrem. V roce 1815 doprovázel jako rakouský armádní intendant spojenecké armády. V roce 1817 byl jmenován illyrským guvernérem, v roce 1819 zastával stejné místo v Benátkách (1820–1826) a od roku 1827 v Brně. V roce 1834 se stal dvorským kancléřem ve Vídni, po smrti hraběte Mitrovského (1842) ho nahradil v úřadu nejvyššího českého a prvního rakouského kancléře, který zastával až do března 1848. Jako exponent předbřeznového režimu poté odešel na odpočinek do Štýrského Hradce. Souběžně s funkcí nejvyššího kancléře předsedal dvorské studijní komisi a byl také císařským a královským komořím a tajným radou.
Skrz dobročinný ústav ve Štýrském Hradci štědře podporoval řadu tamních charitativních a zdravotnických institucí. Pochován byl na vlastní přání ve Währingu, tehdejším předměstí Vídně. Byl čestným členem vídeňské, benátské a milánské Akademie a literárního ústavu v Padově. Byl členem vídeňské zemědělské společnosti a čestným členem moravskoslezské hospodářské společnosti. Stal se čestným občanem Vídně a Štýrského Hradce.
Byl vyznamenán velkokřížem Leopoldova řádu a velkokřížem Johanitského řádu. Byl také rytířem Řádu sv. Jiří udělovaného parmskými vévody.

### Portréty
- Litografie Franze Eybla (1832), Moravská zemské knihovna
- Litografie Josefa Kriehubera (1840), Moravská zemská knihovna

| Předchůdce: Antonín Bedřich Mitrovský | Znak z doby nástupu | Moravský zemský hejtman 1827–1834 | Znak z doby konce vlády | Nástupce: Alois Ugarte |

| Předchůdce: Antonín Bedřich Mitrovský | Znak z doby nástupu | nejvyšší český a první rakouský kancléř 1842–1848 | Znak z doby konce vlády | Nástupce: úřad zanikl |